# Crocothemis indica
Crocothemis indica är en trollsländeart som beskrevs av Sahni 1965. Crocothemis indica ingår i släktet Crocothemis och familjen segeltrollsländor. Inga underarter finns listade i Catalogue of Life.